# Polites rhesus
Polites rhesus là một loài bướm ngày trong họ Hesperiidae. Nó được tìm thấy từ Texas đến North Dakota, về phía bắc nhưng không thường xuyên ở Saskatchewan và Alberta.
Sải cánh dài 25–30 mm.
Có một thế hệ một năm vào tháng 5 và tháng 6.
Ấu trùng ăn nhiều loại cỏ khác nhau, gồm cả Blue Grama (Bouteloua gracilis).